# Tsjiprovtsi
Tsjiprovtsi (Bulgaars: Чипровци) is een klein stadje in oblast Montana in het noordwesten van Bulgarije. Op 31 december 2018 telde de stad Tsjiprovtsi 1.548 inwoners, terwijl de gemeente Tsjiprovtsi, inclusief negen nabijgelegen dorpen, zo'n 3.139 inwoners had.

## Geschiedenis
Tsjiprovtsi is waarschijnlijk in de late middeleeuwen opgericht voor de mijnbouw en metaalbewerking. Door het aantrekken van Duitse mijnwerkers die het rooms-katholicisme in het gebied introduceerden, werd de stad steeds belangrijker als een cultureel, economisch en religieus centrum van de Bulgaarse katholieken en het gehele Bulgaarse noordwesten tijdens de eerste paar eeuwen van de Ottomaanse overheersing. Vanaf de 1720 begonnen orthodox-christelijke Bulgaren zich in de stad te vestigen en verloor het katholicisme steeds meer terrein.

## Economie
Tsjiprovtsi is op den duur een belangrijk centrum van de Bulgaarse tapijtindustrie geworden. Andere traditionele industrieën zijn veeteelt, landbouw en pelshandel. Vandaag de dag ervaart de gemeente Tsjiprovtsi een razendsnel teruglopend bevolkingsaantal en een bovengemiddelde werkloosheid. De ontwikkeling het ecotoerisme draagt echter bij tot de instandhouding van de economie.